# Gladiador provocador
Provocador (en llatí Provocatores) era el nom d'una classe de gladiadors que combatia amb els samnites (que en època imperial eren els hoplomacs). Fora del que suggereix el nom no es coneix res sobre la seva manera de combatre.
Apareixen esmentats en diverses inscripcions i sembla que Artemidor d'Ascaló s'hi refereix pel seu nom en grec (προβοκάτωρ).